# Man on Fire (novela)
Man on Fire es una novela de intriga de 1980 del novelista inglés Philip Nicholson, bajo el alias de "A. J. Quinnell". La trama presenta a su popular personaje Creasy, un exmiembro de la Legión Extranjera Francesa nacido en Estados Unidos, en su primera aparición.

## Trama
En Italia, las familias adineradas a menudo contratan guardaespaldas para proteger a los miembros de la familia de la amenaza del secuestro. Cuando Rika Balletto insta a su marido Ettore, un acaudalado productor textil que vive en Milán, a que contrate a un guardaespaldas para su hija Pinta, él tiene dudas, pero está de acuerdo. Después de algunas búsquedas, finalmente se conforma con un americano llamado Creasy.
Creasy, que alguna vez sirvió en la Legión Extranjera Francesa, se ha convertido en un alcohólico quemado. Para mantenerlo ocupado, su compañero Guido sugiere que Creasy consiga un trabajo y se ofrece a contratarlo como guardaespaldas: así es contratado por los Ballettos, donde se reúne con su encargado, Pinta.
Creasy apenas tolera a la niña precoz y sus preguntas molestas sobre él y su vida. Pero poco a poco, ella se astilla en su aparentemente impenetrable exterior, sus defensas caen, y él se abre hacia ella. Se hacen amigos y él reemplaza a sus padres en sus ausencias, dándole consejos, orientación y ayuda para que ella corra en la competición: incluso se le anima a dejar de beber y a volver a su anterior destreza física. Pero la vida de Creasy se ve destrozada cuando Pinta es secuestrado por la mafia, a pesar de sus esfuerzos por protegerla. 
Creasy está herido durante el secuestro y mientras yace en la cama de un hospital, Guido lo mantiene informado de lo que sucede. Muy pronto, Guido regresa con la noticia de que el intercambio fue mal y Pinta fue encontrada muerta en un auto, asfixiada por su propio vómito. También había sido violada por sus captores. 
Fuera del hospital, Creasy regresa a la pensión de Guido y describe sus planes de venganza contra los hombres que se llevaron a la chica que lo convenció de que estaba bien volver a vivir: cualquiera que estuviera involucrado, o se beneficiara de ello, hasta la cima de la Mafia. Cuando Guido le dijo que podía quedarse con sus suegros en la isla de Gozo, en Malta, Creasy aceptó la oferta de entrenarse para su nueva misión.
Durante su estancia en Gozo, Creasy se entrena durante varios meses, poniéndose en forma y volviéndose a familiarizar con las armas. Pero, para su sorpresa, también descubre que tiene otra razón para vivir después de su misión suicida contra la mafia: se encuentra aceptado y admirando a los gozitanos, así como enamorándose de Nadia, la hija de su anfitrión.
En poco tiempo, está en forma y se va a Marsella, donde se abastece de provisiones, armas y municiones: de allí regresa a Italia y luego comienza la guerra entre Creasy y la Mafia. Desde los ejecutores de bajo nivel hasta los capos de Milán y Roma, pasando por el jefe Don en Sicilia, Creasy atraviesa su organización y mata a cualquiera que tenga algo que ver, aunque sea remotamente, con el secuestro de Pinta. Después de que Creasy le revela a Rika que Ettore permitió que la secuestraran por el dinero del seguro, Ettore se suicida. Finalmente, después de matar al Don, un Creasy gravemente herido es llevado al hospital, pero es declarado muerto: se celebra un funeral y se cree que Creasy se ha ido.
Pero, desconocido para todos, Creasy estaba vivo y regresa a Gozo, donde se reencuentra con Nadia.

## Personajes
- Creasy - El protagonista de la novela. Creasy se originó en el estado estadounidense de Tennessee. Sirvió en la Legión Extranjera Francesa antes de convertirse en el guardaespaldas de Pita. A. J. Quinnell basó Creasy en varias personas que conocía de África y Vietnam en las décadas de 1960 y 1970. Se imaginó que Creasy se parecería a Robert Mitchum.
- Ettore Balletto - El marido de la familia Balletto y propietario de Balletto Mills, uno de los mayores productores italianos de tejidos de seda. Arregló un secuestro de Pinta para cometer una estafa de seguros: estableció una póliza de seguros en Lloyd's de Londres por dos mil millones de liras. Después de que Creasy lo confronta y lo expone a Rika, Ettore se suicida en su oficina del octavo piso.
- Rika Balletto - La esposa de la familia Balletto.
- Pinta Balletto - La hija única de la familia Balletto.
- Guido Arrellio - amigo de Creasy y propietario de la Pensione Splendide de Nápoles.
- María - La cocinera de la casa Balletto.
- Deluca (Signora Deluca) - Profesora de Pinta.
- Giorgio Rabbia - Uno de los secuestradores de Pinta, trabaja como conductor en el secuestro.
- Giacomo Sandri - Uno de los secuestradores de Pinta: es el hijo de la hermana de Fossella. Dispara a Creasy durante el secuestro.
- Cremasco y Dorigo - Dos de los secuestradores de Pinta. Durante el secuestro, Creasy los mata antes de ser herido fuera de combate.
- Dino Fossella - Uno de los dos principales jefes de la mafia milanesa de la organización de Cantarella que planeó el secuestro de Pinta. Creasy lo mata colocando una bomba en su recto y detonándolo.
- Abrata - Uno de los dos principales jefes de la mafia milanesa de la organización de Cantarella que planeó el secuestro de Pinta.
- Joey Schembri - El hermano menor de Julia, la esposa de Guido: Julia murió en un accidente por conducir ebria antes del comienzo de la historia.
- Paul Schembri - Julia, Nadia y el padre de Joey que trabaja como agricultor en Gozo.
- Laura Schembri - esposa de Paul y madre de Julia, Nadia y Joey.
- Nadia Schembri - la hermana de Julia, Nadia se convierte en la novia de Creasy. Creasy impregna Nadia y Creasy vuelve a vivir con Nadia en Gozo.
- Vico Mansutti - El abogado de la familia Balletto, Vico sirve como intermediario en el plan de secuestro de Pinta, entre Ettore y la mafia. Creasy cablea un plástico a su auto, así que Vico muere cuando arranca el auto.
- Gina Mansutti, la esposa de Vico.
- Mario Satta - Un miembro de los Carabinieri que sigue los movimientos de Creasy.
- Massimo Bellu - Asistente de Satta.
- Elio - Elio es el hermano menor de Guido.
- Felicia, la esposa de Elio.
- Pietro - Un exjefe que trabaja como empleado en la pensión de Guido.
- Cantarella - El jefe de toda la organización mafiosa, que tiene su base en Palermo, Sicilia.
- Floriano Conti - Un jefe de la mafia de Roma y miembro de la organización de Cantarella. Creasy usa un misil antitanque para matar a Conti.
- "Wally" Wighman - Un australiano que Creasy conoce en Roma.
- "Paddy" Collins - Un australiano que Creasy conoce en Roma.
- Franco Masi - Propietario de una granja al lado de Villa Colacci, la fortaleza de Cantarella. Cantarella y los anteriores ocupantes sirvieron como benefactores de Masi: después de que Cantarella ordenó la destrucción de la propiedad de Masi, Masi se ganó un rencor contra Cantarella.
- Cesare Gravelli - Uno de los principales asesores de Cantarella.
- Maurizio Dicandia - Uno de los principales asesores de Cantarella.
- Amelia Zanbon, la compañera de Sandri de 15 años.

## Desarrollo
Dos incidentes de la vida real dieron forma al desarrollo del libro de A. J. Quinnell. En la primera, después de que el hijo mayor de un singapurense rico fuera secuestrado por las tríadas por el dinero del rescate, el hombre se negó a pagar el rescate, lo que provocó la muerte de su hijo; la negativa significó que los otros hijos del hombre no se convertirían en objetivos. El segundo fue el secuestro de Juan Pablo Getty III, nieto de Paul Getty, en Roma.
En una ocasión anterior, Quinnell había ayudado a salvar la vida de un italiano que sufría una emergencia médica en un vuelo de avión entre Tokio y Hong Kong. Cuando comenzó a investigar para el libro, se puso en contacto con la familia del hombre. La familia respondió presentando a Quinnell a investigadores, abogados y miembros de la mafia contra la mafia. Los contactos ayudaron con entusiasmo a Quinnell y pidieron ser nombrados en el libro.
En la isla de Gozo, Quinnell frecuentaba a menudo un bar maltés llamado "Gleneagles". Varios clientes en el bar, muchos de los cuales tenían una mala comprensión del inglés, aceptaron ser personajes del libro.

## Secuelas
- The Perfect Kill (1992)
- The Blue Ring (1993)
- Black Horn (1994)
- Message From Hell (1996)

## Recepción
Después de la publicación del libro en 1981, Man on Fire se convirtió en un best seller. En 2005, Man on Fire vendió más de ocho millones de ejemplares y recibió muchas traducciones. Muchos de los fanes más devotos del libro provienen de Japón. El obituario de A. J. Quinnell del Times of Malta decía que a los japoneses les gustaba la "dedicación al estilo samurai" de Creasy. Los japoneses ven a Creasy como un "ronin", un ex samurai deshonrado, que trata de expiar sus actos con actos de caridad. Debido a la popularidad japonesa del libro, Malta recibió su primera ola significativa de turismo japonés. En 2005, debido a la popularidad de los libros de Quinnell, una primera edición de Man on Fire tenía un precio de 63 libras esterlinas (86,33 libras esterlinas si se toma en cuenta la inflación).

## Películas
De esta novela se hicieron dos adaptaciones cinematográficas, una en 1987 y otra más reciente en 2004. Ambos se tomaron libertades con el argumento de la novela.
En la película de 2004, John Creasy (Denzel Washington) es un exsoldado de Operaciones Especiales de los Estados Unidos que viaja a México para visitar a su amigo Rayburn. Posteriormente consigue un trabajo por consejo de Rayburn como guardaespaldas de un acaudalado fabricante de automóviles mexicano llamado Samuel Ramos (Marc Anthony) que vigila a su hija méxico-americana Lupita "Pita" Ramos (Dakota Fanning). Al igual que el Creasy de la novela, es frío y distante de Pita, pero rápidamente se hace amigable con ella. Eventualmente es secuestrada por policías mexicanos pertenecientes a una organización criminal llamada "La Hermandad", quienes están involucrados en gran parte de la conspiración de secuestro que está ocurriendo en México. Creasy cree que Pita está muerta como resultado de una entrega fallida de un rescate, Creasy exige venganza a todos los involucrados con precisión quirúrgica. Eventualmente descubre que Pita fue mantenida con vida y acepta cambiarse por ella para que pueda ser devuelta a su madre Lisa (Radha Mitchell). Creasy sigue adelante con el intercambio, pero sufre de heridas de bala anteriores y muere poco después de entregarse a manos enemigas, pero no antes de asegurarse de que Pita regrese a salvo a su madre.
La película de 2004 recibió remake por parte de Bollywood, Ek Ajnabee.